# Сухое озеро (Крым)
Сухое озеро (укр. Сухе озеро, крымскотат. Quru göl, Къуру голь) — пересыхающее озеро на юге Керченского полуострова, на территории Ленинского района Крыма. Площадь — 0,6 км². Тип общей минерализации — солёное, по химическому составу — горько-солёное. Происхождение — континентальное. Группа гидрологического режима — бессточное.

## География
Входит в Керченскую группу озёр (Коли Керченского полуострова). Длина — 1,2 км. Ширина сред. — 0,6 км. Ближайший населённый пункт — село Вулкановка.
Озеро расположено вдали от побережья Чёрного моря между урочищами Котловина и Журавлиная Степь, южнее села Вулкановка. Озёрная котловина водоёма неправильной округлой формы. Озеро пересыхает в летний период. На топографической карте, по состоянию местности на 1989 год, обозначено понижением без названия.
Озеро зарастает водной растительностью преимущественно на опреснённых участках — в лагунах у пересыпей, в устьях впадающих балок, в зоне выходов подземных вод. Тут интенсивно развиваются различные водоросли, вплоть до цветения воды.
Среднегодовое количество осадков — 400—450 мм. Питание: преимущественно поверхностные (воды от снеготаяния и ливней) и от части подземные воды Причерноморского артезианского бассейна.